# Crypthecodiniaceae
Famille
Les Crypthecodiniaceae sont une famille d'algues dinoflagellées de l’ordre des Peridiniales.
Monotypique, elle ne contient que le seul genre Crypthecodinium, lui-même monotypique car ne contenant que la seule espèce Crypthecodinium cohnii qui est marine, souvent associée à des Fucus.

## Étymologie
Le nom vient du genre type Crypthecodinium, formé de cryp-, cacher, -thec-,« boite ; alvéole », -din-, préfixe de « dinoflagellé », et de la désinence latine ium, signifiant littéralement « dinoflagellé composée de boites cachées ». 

## Liste des genres
Selon AlgaeBase (9 janvier 2022) :
- Crypthecodinium Biecheler, 1938